# Adrian Croitoru
Adrian Croitoru (ur. 24 lutego 1971 w Tudorze) – rumuński judoka. Trzykrotny olimpijczyk. Zajął piąte miejsce w Barcelonie 1992 i Atlancie 1996; dziewiąty w Sydney 2000. Walczył w wadze średniej.
Brązowy medalista mistrzostw świata w 1993 i 1999, siódmy w 1995; uczestnik zawodów w 1991 i 2001. Startował w Pucharze Świata w latach 1990-1993, 1995, 1996 i 1998-2000. Zdobył cztery medale mistrzostw Europy w latach 1991 – 2000.

## Letnie Igrzyska Olimpijskie 2000
| Konkurencja | Eliminacje                     | Eliminacje              | Eliminacje            | Repasaże            | Klas. końcowa |
| Konkurencja | Przeciwnik I                   | Przeciwnik II           | 1/4                   | Przeciwnik I        | Miejsce       |
| ----------- | ------------------------------ | ----------------------- | --------------------- | ------------------- | ------------- |
| 90 kg       | José Vicbart Geraldino (DOM) Z | Dmitrij Morozow (RUS) Z | Mark Huizinga (NED) P | Brian Olson (USA) P | 9.            |

## Letnie Igrzyska Olimpijskie 1996
| Konkurencja | Eliminacje               | Eliminacje                | Eliminacje            | Finały                   | Finały                | Klas. końcowa |
| Konkurencja | Przeciwnik I             | Przeciwnik II             | 1/4                   | 1/2                      | o 3. miejsce          | Miejsce       |
| ----------- | ------------------------ | ------------------------- | --------------------- | ------------------------ | --------------------- | ------------- |
| 86 kg       | Hidehiko Yoshida (JPN) Z | Rusłan Maszurenko (UKR) Z | Darcel Yandzi (FRA) Z | Armen Bagdasarov (UZB) P | Mark Huizinga (NED) P | 5.            |

## Letnie Igrzyska Olimpijskie 1992
| Konkurencja | Eliminacje           | Eliminacje           | Repasaże              | Repasaże              | Repasaże               | Finały               | Klas. końcowa |
| Konkurencja | Przeciwnik I         | Przeciwnik II        | Przeciwnik I          | Przeciwnik II         | Przeciwnik III         | o 3. miejsce         | Miejsce       |
| ----------- | -------------------- | -------------------- | --------------------- | --------------------- | ---------------------- | -------------------- | ------------- |
| 86 kg       | Joseph Wanag (USA) Z | Pascal Tayot (FRA) P | Károly Korbel (HUN) Z | Andrés Franco (CUB) Z | Daniel Kistler (SUI) Z | Nicolas Gill (CAN) P | 5.            |